# 琵琶湖汽船
琵琶湖汽船株式会社（びわこきせん）は、滋賀県大津市に本社を置き、琵琶湖で遊覧船の運航などを行っている企業。京阪グループの一員。

## 概要
日本最大の湖である琵琶湖上において遊覧船事業を行うほか、滋賀県立びわ湖フローティングスクール「うみのこ」（湖の子）運航受託や飲食業および、有料道路（近江大橋）の料金徴収業務受託なども行っていた。

## 歴史

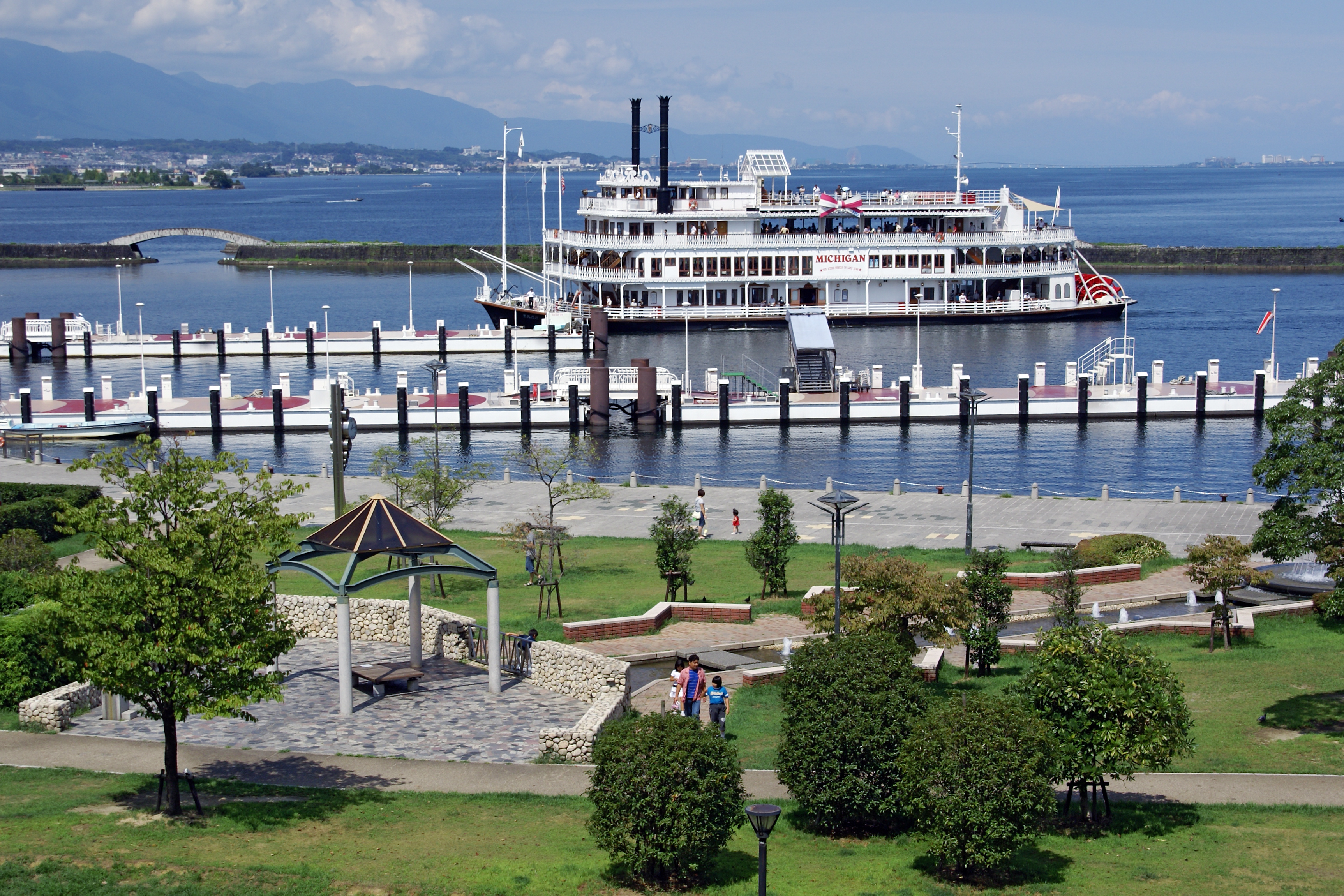
大津港に入港する「ミシガン」

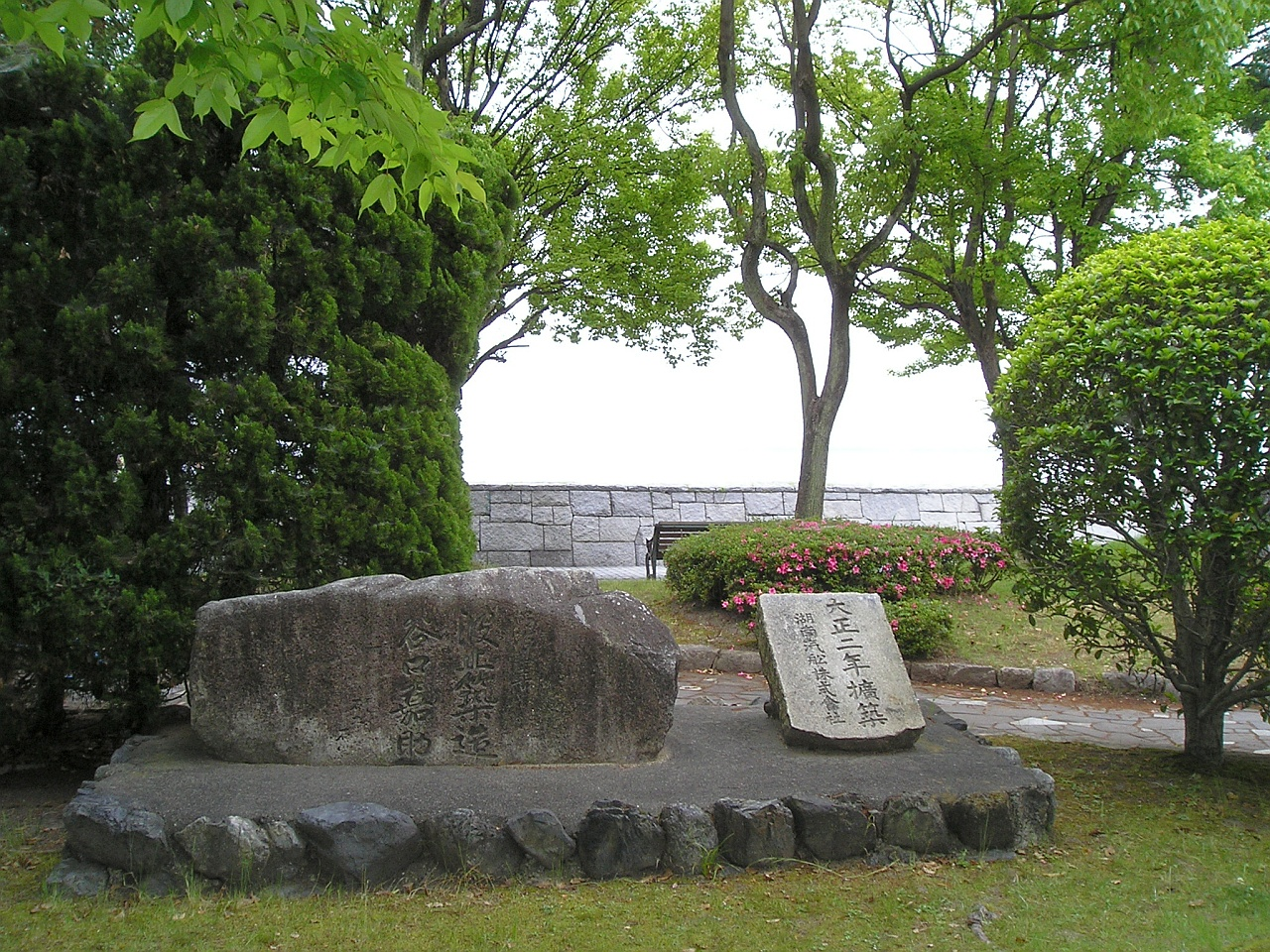
紺屋関港跡（大津なぎさ公園内） - 大津市

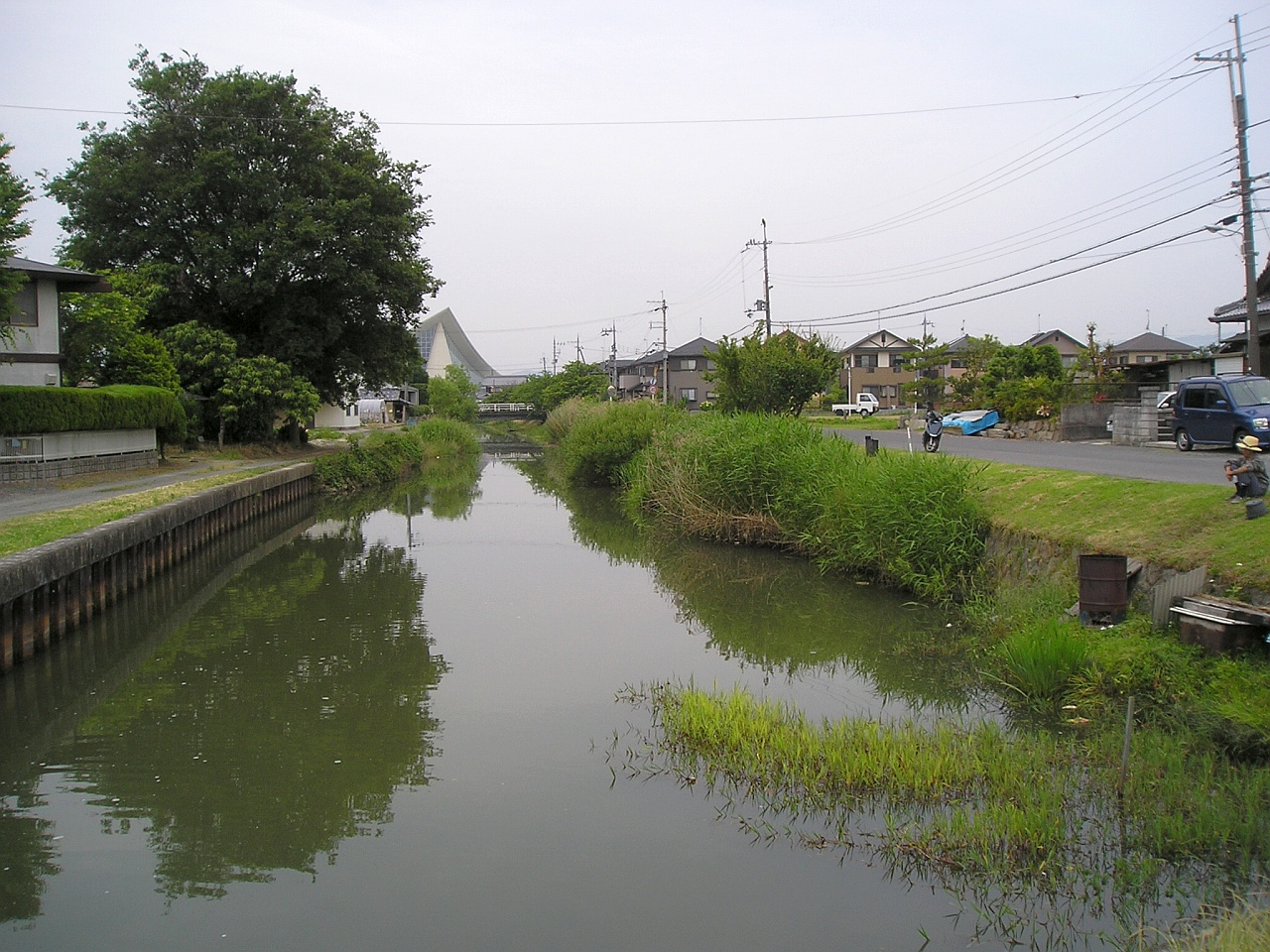
山田港跡 - 草津市

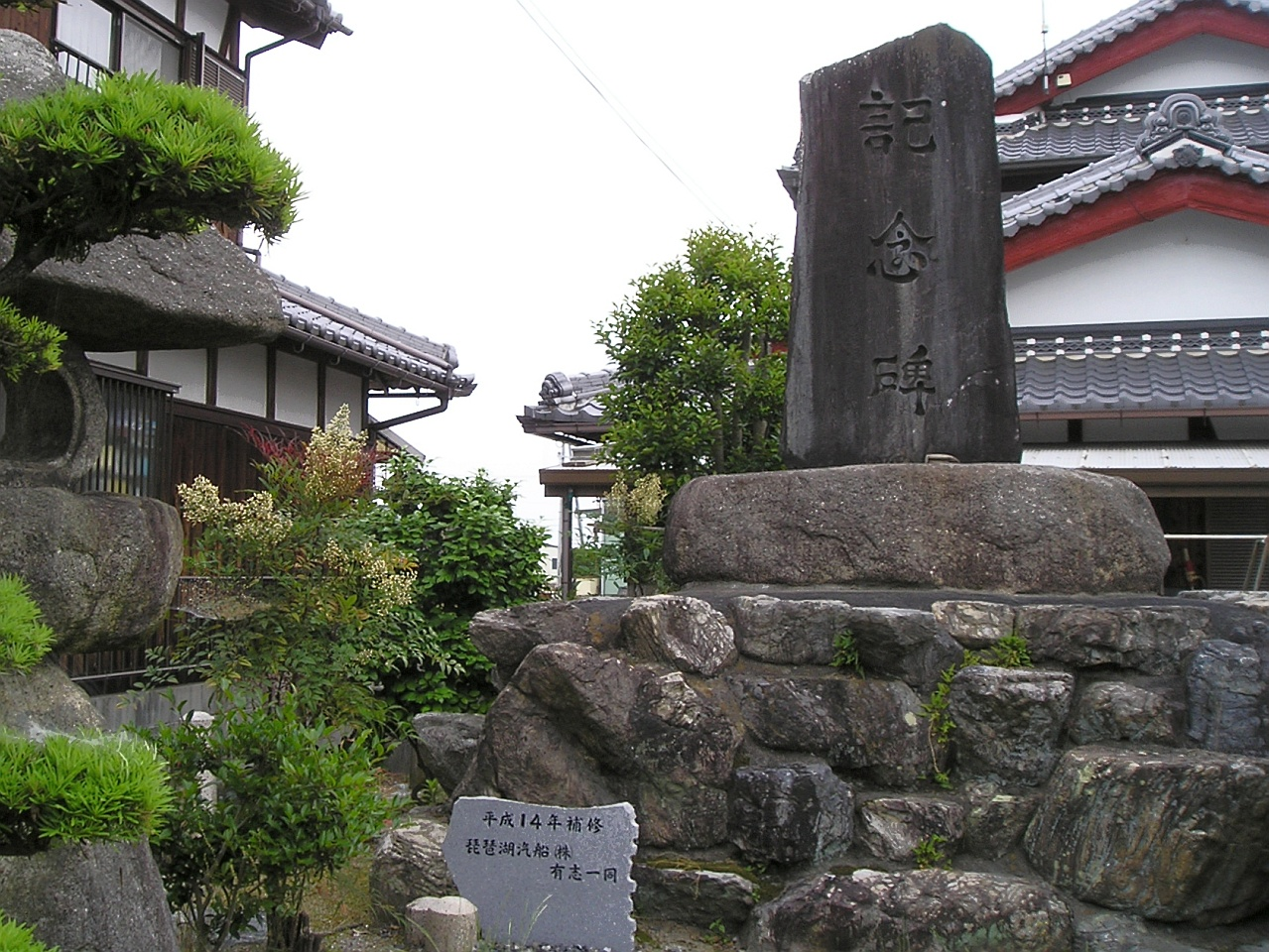
杉江善右衛門の記念碑（山田港跡付近） - 草津市

### 前史
江戸時代以前の琵琶湖の水運は和船により運航されていたが、1869年（明治2年）3月、琵琶湖上ではじめての汽船（蒸気船）である「一番丸」が就航した。従来からの和船運航者や宿泊業者などから妨害を受けたものの、同じ運営者によって政府に出願された「二番丸」が許可されると他もこれに倣うようになり、長距離航路が続々と就航した。しかし、競争による弊害や鉄道連絡への対応などから各社が合同し1882年（明治15年）、太湖汽船（初代）が設立された。 ※詳しくは、太湖汽船#歴史を参照。
一方、湖南（堅田以南）のローカル航路にも多くの事業者が存在した。1872年（明治5年）、大津の米屋だった谷口嘉助などが紺屋関会社（のち、紺屋関組→紺屋関汽船）を設立、紺屋関港を設置し山田港と結ぶ航路を拓いた。当初、この航路は和船（丸子船）5隻で運航されていたが1876年（明治9年）、谷口は山田渡船仲間の杉江善右衛門と提携し渡船組合の航安組を設立、汽船「千歳丸」を借用のうえ紺屋関-山田間に就航した。さらに同年、新造船2隻を就航させた。
このほか、浜大津港・紺屋関港を使用した汽船山田組（のち、山田汽船）・三港社・金蔵汽船や、石場から矢橋への航路を運営した石場組の各社・組が競合していたが、谷口は山田の住民・常乗り・旅の衆の3種に分類した運賃の設定など誘客のためのサービスに努めた。このほか、汽船の増加による交通増加のため1886年（明治19年）に草津と山田を結ぶ道路が改良されたこともあり、山田港を利用する各社・組が競争上有利となった。なお、矢橋航路を運航する石場組は、輸送量が減少した1882年（明治15年）に隻数を減らし減便したことがかえって旅客の逸走を招き、1883年（明治16年）6月には同組に属する矢橋汽船会社の経営が行き詰まる事態となった。
1886年（明治19年）、従来から提携していた山田汽船と紺屋関汽船が合併し湖南汽船が設立され競争力がさらに強化された。同社と競合した三港社は寄港地を増やすなどの施策をとったことから湖南汽船の利用が減少したため、同社は新航路の就航により対抗したが、このような過当競争状態に陥った結果1887年（明治20年）、三港社が倒産。ここに湖南のローカル航路事業者の統一がはかられた。
なお、経営規模は太湖汽船（初代）のほうがはるかに大規模ではあったが1887年（明治20年）、滋賀県当局の裁定によって太湖汽船（初代）が湖北（堅田以北）を含む航路、湖南汽船が湖南を営業区域とされたため、両者が併存することとなった。

### 湖上交通の統一へ
1889年（明治22年）、湖東線（現在のJR東海道本線）が開通すると輸送量が減少したため、草津駅と山田港の間に連絡用の馬車の運行を行ったが、のちに人力車組合と提携して連絡輸送を行った。なお、草津駅と山田を結ぶ鉄道路線の計画もあったが進展はなかった。
1894年（明治27年）、大津町からの補助を得て大津と石山・坂本を結ぶ遊覧船の運航を開始したが、1903年（明治36年）に開催された大阪博覧会に乗じた旅客誘致（「近江八景めぐり」）など、遊覧船事業が徐々に活発となるとともに営業成績も向上していった。また、1911年（明治44年）春から神戸・大阪・京都と石山寺・南郷・坂本間で国鉄との船車連帯輸送を、1920年（大正9年）には京阪電気鉄道（京阪）との船車連帯輸送を開始している。このほか1925年（大正14年）、自ら設置した南郷遊園地の開業と翌年のモーターボートによる新造船就航など、観光事業者としてさらなる発展をみた。これら積極策も相まって、輸送人員の増加率は太湖汽船（初代）と比べてより大きくなっている。統計に残る1899年と、後述する両社の合併直前の1926年までの旅客輸送量を比較すると、太湖汽船の約1.5倍に対し湖南汽船は約2.5倍の増加である。
一方、営業エリアの拡大を狙う京阪は、連帯輸送（前述）のほか1926年（大正15年）には船舶建造のための融資を行うなど、徐々に関係を深めていった。1920年（大正9年）、京阪が湖南汽船に出資し、のちに子会社となった。また、京阪の出資による大津-長命寺-竹生島航路の就航や、湖南汽船が湖東汽船を設立し彦根-竹生島航路を就航させるなど航路を拡げていった。
一方、太湖汽船（初代）は東海道本線のほか江若鉄道の開通などで斜陽となったことから1927年（昭和2年）、大津電車軌道（現在の京阪石山坂本線）などと合併し、琵琶湖鉄道汽船と改称したが、鉄道事業の不振や湖南汽船社長の仲介などもあり1929年（昭和4年）、京阪と合併。同時に船舶部門は湖南汽船に現物出資され、同社は太湖汽船（2代目）に改称した。さらに1951年（昭和26年）、現在の社名である琵琶湖汽船に改称した。
鉄道が未発達の頃は一般交通機関として利用されたが、のちに鉄道やバスなどの競合交通機関が現れると、その役割を遊覧船に移していった。ただし湖上遊覧目的ばかりではなく、湖北へ向かう往路夜行便の「スキー船」や「水泳船」などの運航が京阪との一貫輸送により行われていたほか、草津方面への生活航路（穴村航路・山田航路）が第二次世界大戦後も長らく運航していた。

### 沿革
- 1869年（明治2年）3月 - 琵琶湖で初めての汽船「一番丸」が就航する。
- 1876年（明治9年）7月 - 山田渡船仲間の有志などにより、渡船組合の航安組を設立する。
- 1882年（明治15年）3月10日 - 金ヶ崎駅（現在の敦賀港駅）から長浜駅までの鉄道が開通する。
- 1882年（明治15年）5月1日 - 藤田組と江州丸会社・三汀社が合同し、太湖汽船（初代）を設立する。大津～長浜間に日本初の鉄道連絡船開始（日本国有鉄道百年史や琵琶湖汽船100年史より）。
- 1883年（明治16年）5月15日 - ←史実誤認→長浜駅から浜大津駅までの連絡運輸を開始する（日本初の鉄道連絡船）。
  - 就航した第1太湖丸、第2太湖丸は、国内初の鋼鉄船であった。
- 1885年（明治18年） - 草津と山田を結ぶ道路が改修される。
- 1886年（明治19年）12月23日 - 紺屋関汽船と山田汽船が合同し、湖南汽船を設立する。船舶数は9隻（翌年1月1日より営業開始）。
- 1889年（明治22年）7月1日 - 東海道本線が全通し、太湖汽船（初代）による連絡運輸航路を廃止する。
- 1902年（明治35年）1月 - 淡海汽船（1895年、江坂運輸社として設立。坂本に所在した[15]）を買収する。
- 1904年（明治37年） - 吉川汽船を買収する。石山航路を南郷まで延長する。
- 1912年（大正元年）8月15日 - 京津電気軌道が開業する。
- 1913年（大正2年） - 紺屋関港の改修を実施する。
- 1916年（大正5年）3月1日 - 京津電気軌道、大津電車軌道との共通乗車券の発売を開始する。
- 1920年（大正9年） - 京阪電気鉄道（京阪）が湖南汽船に出資する。
- 1925年（大正14年） - 南郷遊園地を開園する。
- 1927年（昭和2年）1月21日 - 大津電車軌道が太湖汽船（初代）と合併し、琵琶湖鉄道汽船となる。
- 1928年（昭和3年）7月 - 湖東汽船を設立する（1930年（昭和5年）2月に統合）。
- 1929年（昭和4年）4月11日 - 琵琶湖鉄道汽船が京阪に合併。同時に汽船部門は湖南汽船に現物出資される。湖南汽船は太湖汽船（2代目）に改称する。
- 1930年（昭和5年）1月8日 - マキノスキー場が開設され、夜行の「スキー船」の運航を開始する。
  - 京阪電鉄と連帯運輸。翌年には国鉄との連帯運輸も開始された。
- 1931年（昭和6年）7月25日 - 近江舞子、真野水泳場向けの「水泳船」の運航を開始する。
- 1946年（昭和21年）4月5日 - 進駐軍により「京阪丸」「白鳥丸」「弁天丸」が接収される（1948年（昭和23年）まで）。
- 1951年（昭和26年）2月24日 - 社名を琵琶湖汽船に変更する。
- 1951年（昭和26年）4月1日 - 「玻璃丸」（はりまる）が就航する。
- 1951年（昭和26年）7月1日 - 「玻璃丸」を使用した「たそがれショウボート」の運航を開始する。
  - NHKの公開番組「きまぐれショウボート」録音なども行われた。
- 1958年（昭和33年）10月27日 - 社名を琵琶湖汽船自動車に変更する。
  - これに前後して、京阪バスの滋賀県内の貸切バス部門や、貸切バス他社、タクシー会社を合併する。
- 1962年（昭和37年）1月5日 - 「スキー船」の運航を終了する。
- 1967年（昭和42年）10月3日 - タクシー部門を、汽船タクシー（現・大津第一交通）に譲渡する。
- 1972年（昭和47年）6月15日 - 琵琶湖総合開発特別措置法が施行される。
  - 開発により琵琶湖の水位が約2メートル下がるとされ、桟橋や船舶の更新が必要とされた。
- 1972年（昭和47年）12月1日 - 子会社の琵琶湖汽船食堂を設立する。
- 1974年（昭和49年）7月20日 - 国鉄湖西線開業にあわせ、今津航路の運航を開始する。
- 1977年（昭和52年）6月9日 - 社名を琵琶湖汽船に変更する。
- 1977年（昭和52年）10月1日 - 貸切バス部門を、汽船バスに譲渡。
- 1977年（昭和52年）11月25日 - 滋賀県より受託した「藻刈船」の運航を開始する。
- 1981年（昭和56年）3月31日 - 琵琶湖総合開発特別措置法による開発に伴う補償内容に合意し、覚書に調印する。
- 1981年（昭和56年）12月16日 - 新しい自社ドック「堅田乾ドック」が完成する（管理、運用は隣接の杢兵衛造船所に委託）。
- 1982年（昭和57年）4月26日 - 外輪船「ミシガン」が就航する。
- 1984年（昭和59年）3月24日 - 京阪ロードサービスが財産を琵琶湖汽船に譲渡して会社解散、譲り受けた飲食店4店舗は琵琶湖汽船食堂に運営委託[16]。
- 1985年（昭和60年）3月10日 - 近江今津 - 竹生島航路が、オーミマリン（西武グループ）との共同運航となる。
- 1990年（平成2年）4月14日 - 琵琶湖で初の宿泊設備を持つ「ビアンカ」が就航する。
- 1993年（平成5年）2月20日 - 大津港に新社屋が竣工する[17]。
- 2002年（平成14年）6月6日 - 子会社の琵琶湖汽船サービスを設立する。
- 2002年（平成14年）7月20日 - 琵琶湖汽船の運航業務を琵琶湖汽船サービスへ委託する[18]。
- 2003年（平成15年）12月23日 - パチンコ店「ニューくずは会館」の営業を開始する[19]。
- 2009年（平成21年）1月16日 - バイオディーゼル燃料に対応した「megumi」が就航する[20]。
- 2009年（平成21年）5月29日 - 「megumi」が『シップ・オブ・ザ・イヤー2008』を受賞する[21]。
- 2010年（平成22年）6月10日 - びわこフードサービスが設立される。
- 2010年（平成22年）7月1日 - 琵琶湖汽船食堂の業務の一部をびわこフードサービスに譲渡の上、前者を吸収合併する[22]。

## 航路

### 運航中の航路
運航日や航路の詳細については公式サイト等を参照。
- ミシガンクルーズ
  - ミシガン60 ※所要時間 : 1時間
  - ミシガン90 ※所要時間 : 1時間30分
  - ミシガンナイト（ショウボート） ※所要時間 : 1時間30分
    - 大津港→（南湖を周遊）→大津港

※食事代別。柳が崎湖畔公園港、大津プリンスホテル港は事前の予約がある場合のみ寄港。
- ぐるっとびわ湖島めぐり ※予約制
  - 往復コース
    - 大津港→浮御堂沖→沖島（上陸可）→竹生島（上陸可）→長浜港→多景島（上陸可）→白鬚神社沖→琵琶湖大橋港→大津港 ※所要時間 : 8時間00分

  - 往路コース
    - 「往復コース」のうち、大津港から長浜港まで。 ※所要時間 : 5時間00分

  - 復路コース
    - 「往復コース」のうち、長浜港から大津港まで。 ※所要時間 : 2時間30分

※復路コースを除き、料金には昼食（弁当）が含まれる。航海中の船内では、ヨシ笛コンサートや工作体験などを実施。
※長浜盆梅展の開催時期には、上陸観光などを省略した「冬のびわこ縦走 雪見船」が運航される。
- 竹生島クルーズ ※予約制
  - 今津航路
    - 今津港 - 竹生島港 ※所要時間 : 25分

  - 長浜航路
    - 長浜港 - 竹生島港 ※所要時間 : 30分

  - 琵琶湖横断航路
    - 今津港 - 竹生島港 - 長浜港

※おいさで漁実施中は運航時刻変更の場合あり。
※「琵琶湖横断航路」は、竹生島の見学時間が設定されている。
- その他
  - ビアンカナイトクルーズ（臨時運航）
  - 貸切利用、結婚式など。
  - 環境学習、修学旅行、遠足など。

### かつて存在した主な航路
1893年（明治26年）時点の全ての航路（東海道本線全通後）
- 大津 - 山田 （3隻、13往復）
- 大津 - 志那中 - 赤野井 （2隻、6往復）
- 大津 - 木浜 （1隻、2往復）
- 大津 - 瀬田 - 石山 （1隻、4往復）

1937年（昭和12年）時点の「太湖航路」
- 西廻り航路：大津-堅田-真野-和邇-青柳-近江舞子-北小松-白髭-大溝-船木-深溝-今津-知内-海津-大浦-菅浦-竹生島-南浜-長浜
- 東廻り航路：大津-堅田-菖蒲新田-野村-長命寺（貨物のみ八幡へ連絡）-沖島-柳川-彦根-南浜-早崎-片山-飯浦-月出-塩津

第二次世界大戦後に存在した主な航路
- 三角航路：大津港より長命寺港、近江舞子港を経て大津港に戻る遊覧航路。1964年廃止。
- 湖南航路：坂本港より大津港、石山寺港、南郷港を結んだ遊覧航路。1968年2月廃姿止[注釈 4]。
- 多景島航路：彦根港から就航。現在はオーミマリンが就航している。
- 彦根 - 竹生島航路：彦根港から就航。現在はオーミマリンが就航している。
- 穴村航路：大津港と穴村港（かつての志那中港）を結んだ生活航路。穴村には子どもの夜泣きなどに効果があると言われた墨灸を目的とする利用も多く[28]、京阪との連帯輸送[29]も行われていた。1965年11月廃止。
- 山田航路：大津港と山田港を結んだ生活航路。1968年2月廃止。
- スキー船：大津港より今津港への往路夜行便。今津港よりマキノスキー場へのバスに接続。1962年廃止。
- 水泳船：大津港などから近江舞子、青柳、真野、柳ヶ崎、マイアミ浜などへ就航。1979年廃止。
- 比叡山回遊コース

## 船舶

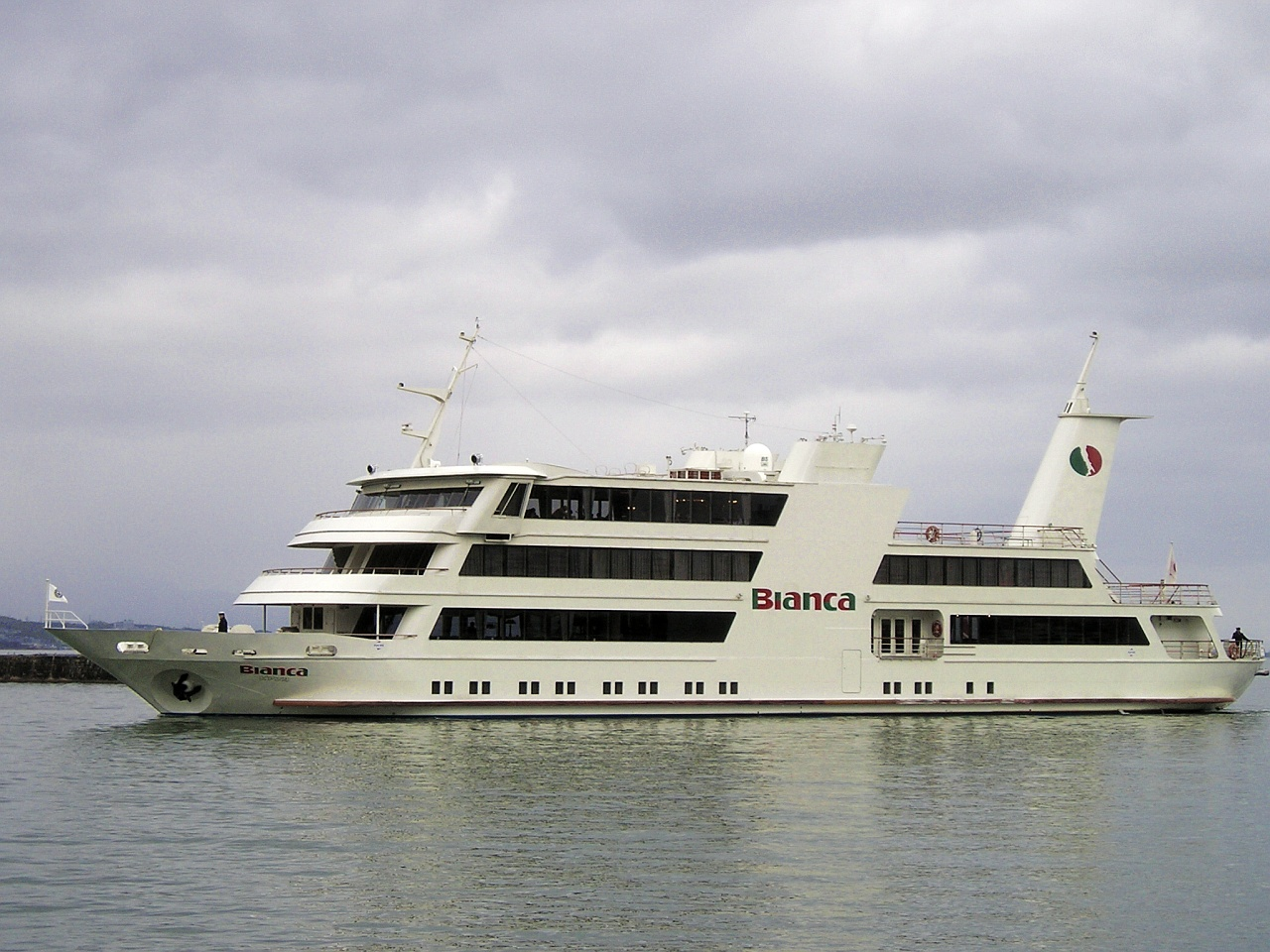
「ビアンカ」（大津港）

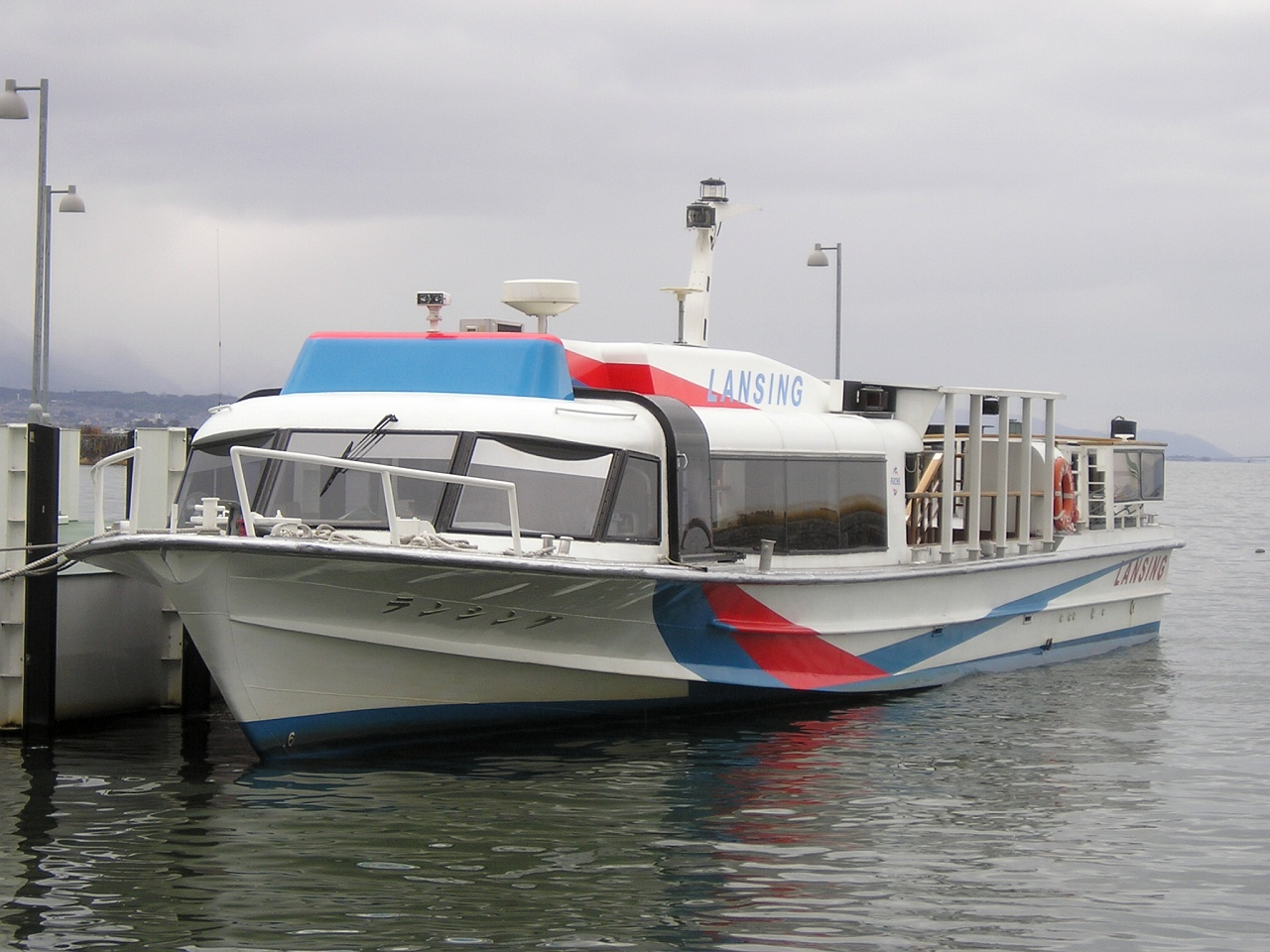
「ランシング」（大津港）

### 運航中の船舶
- ミシガン

1982年4月2日進水。939.7総トン、全長59.0m、幅11.7m、出力700馬力、最高速力8.65ノット。
旅客定員787名。杢兵衛造船所建造。建造費用97億円（うち、70億円は琵琶湖総合開発に伴う代替船建造の補助金）。
かつてミシシッピ川を往来した船をモチーフとしている。「外輪船」と呼ばれる独特の推進機構が外見上の特徴ともなっている。外輪船としたのは琵琶湖南岸に浅瀬が多く、同湖の水位が低下した場合にも運航が可能であったためである。 また、内装やステージの演出もアメリカ風のものとなっている。船名の由来は滋賀県の姉妹県州であるミシガン州（アメリカ）より。
- ビアンカ

1990年1月16日進水。1216.0総トン、全長66.0m、幅12.0m、出力1,100馬力、最高速力10.78ノット。
旅客定員604名。日立造船神奈川工場、杢兵衛造船所建造。
船名はイタリア語で『白』を意味する。アルミ製の船体の琵琶湖最大の船舶。
- megumi（めぐみ）[20]

2009年1月16日進水。約110総トン、全長約35.7m、幅約8m、速力約16ノット。
旅客定員200名。杢兵衛造船所建造（建造費用2億円）。船名の由来は「母なる琵琶湖の恵み」を詠った企業理念より。
廃船になったインターラーケンの船体を流用のうえ延長。軽合金製、トリマラン型船体。
パノラマデッキの設置など親水性や景観性への配慮のほか、バイオ燃料添加型ディーゼル機関の搭載や自然エネルギーを利用した「環境啓発機器」を装備している。「ぐるっとびわ湖一周クルーズ」をはじめ、貸切航海など様々なニーズに応える。
2009年5月29日、日本船舶海洋工学会により「シップ・オブ・ザ・イヤー2008」に選定された。
- リオグランデ

1984年4月14日進水。94.0総トン、全長27.7m、幅5.7m、出力2,080馬力、最高速力22.5ノット。
旅客定員200名。杢兵衛造船所建造。
環境対応エンジンを装備。船名の由来は滋賀県の姉妹県州であるリオグランデ・ド・スル州（ブラジル）より。
- べんてん

1983年6月19日進水。74総トン、全長25.0m、幅11.7m、出力1,218馬力、最高速力23.0ノット。
旅客定員180名。
環境対応エンジンを装備。船名の由来は竹生島弁才天（日本三大弁天のひとつ）より。
- いんたーらーけん

1981年5月11日進水。92.6総トン、全長26.5m、幅5.0m、出力1,080馬力、最高速力21.3ノット。
旅客定員170名。杢兵衛造船所建造。
水深低下に対応するため、ウォータージェット推進となっている。船名の由来は大津市の姉妹都市であるインターラーケン（スイス）より。
- ランシング

1982年4月20日進水、2002年7月12日改装竣工。17総トン、全長19.75m、幅4.0m、出力1,080馬力、最高速力29.9ノット。
旅客定員100名。杢兵衛造船所建造。
水深低下に対応するため、ウォータージェット推進となっている。船名の由来は大津市の姉妹都市であるランシング（アメリカ）より。

### 過去に運航していた船舶
それぞれ、就航順に記述。湖南汽船創業時に在籍した船舶は太字で記述（このうち、特記以外は全て1926年12月末までに退役）。細字で記述のうち、特記以外は全て1945年度中までに退役。
太湖汽船（初代）・琵琶湖鉄道汽船
※両社により就航し、1926年12月末までに退役済みの船舶は、太湖汽船#船舶を参照。
- 第3太湖丸 - 1883年9月建造。元・真宗丸。1887年、大阪鉄工所にて鉄船に改造。1929年4月、竹生島沖で沈没。
- 堅田丸 - 1885年買収。1894年11月、湖南汽船に売却。
- 第6太湖丸 - 1904年3月建造。1933年9月、改造および太湖丸に改名。
- 八景丸 - 1907年8月建造、35総トン。
- 多景島丸 - 1909年9月建造。122.7総トン。1933年7月、高島郡沖で座礁。1934年9月、室戸台風により海津港で沈没（翌年1月修理）。1943年4月、木津川船渠に売却。
- 白石丸 - 1913年8月建造。178.7総トン。1950年4月廃船。
- 日吉丸（2代） - 1920年6月建造、76.7総トン。1937年11月、機関換装および改修。1953年4月船底補強。1955年4月機関換装。1977年3月、一部を改造した渉湖丸として就航。1982年中に退役。
- みどり丸（初代）

1922年4月10日進水、1950年3月廃船。458.2総トン、全長45m、速力約12.5ノット。
旅客定員：約1,000名。三井物産（現・三井造船）玉造船所建造。
1922年の初航海にてイギリス皇太子が乗船。1934年9月、室戸台風により破損。1948年7月改修。
- 八景丸 - 1907年8月建造、35.0総トン。1945年9月、近畿土木事務所に売却。
- 舞子丸 - 1923年9月建造。166.4総トン。1943年4月、木津川船渠に売却。
- 竹生島丸（2代） - 1925年6月建造、262.1総トン。1950年度中に退役。
- 沖の島丸 - 1926年12月建造、143.1総トン。1944年1月、突風のため雄琴沖で沈没（同年3月引き揚げ）。1949年4月廃船。
- 第2湖水丸 - 1926年12月建造。1930年6月退役。
- 第5太湖丸 - 1926年12月建造。1935年9月廃船。
- 桃太郎丸 - 1927年3月建造。1930年2月、白鳥丸に改名。同年3月改造。1934年9月、室戸台風により海津港で沈没（同年12月修理）。1945年9月、暴風雨のため新唐崎港で沈没（同月引き揚げ）。1946年4月、進駐軍により接収。1963年12月廃船。

湖南汽船・太湖汽船（2代目）
※汽船
- 凌波丸（初代） - 11総トン。
- 第2凌波丸（初代） - 11総トン。
- 山田丸 - 12総トン。
- 第2山田丸 - 10総トン。
- 鳩湖丸 - 9総トン。1907年7月解体。
- 明凌丸 - 10総トン。
- 湖龍丸 - 12総トン。
- 末広丸（初代） - 27.6総トン。
- 矢走丸 -
- 保安丸 - 1888年4月建造。
- 山田丸 - 1894年4月、島の関造船所で建造。
- 石場丸 - 1894年4月買収。
- 凌波丸（2代目） - 1898年4月、島の関造船所で建造。1934年5月廃船。
- 末広丸（2代目） - 1900年4月、島の関造船所で建造。
- 第2凌波丸（2代目） - 1902年7月、島の関造船所で建造。1930年4月解体。
- 寿丸 - 1904年1月建造。
- 志賀浦丸 - 1905年3月、島の関造船所で建造。1934年5月廃船。
- 第2江坂丸 - 1905年3月買収。1911年7月解体。
- 漣丸 - 1906年4月、島の関造船所で建造。26.3総トン。1949年度中に退役。
- 長崎丸 - 1906年8月、島の関造船所で建造。1960年度中に退役。
- 淡海丸 - 1908年3月、島の関造船所で建造。36.3総トン。1950年3月機関換装。1960年4月廃船。
- 都丸 - 1908年8月、島の関造船所で建造。33.5総トン。1949年6月機関換装。1962年7月廃船。
- 御幸丸（みゆき丸） - 1909年2月、島の関造船所で建造。46.4総トン。1947年3月、1953年3月、1955年4月改修。1981年度中に退役。
- 浪花丸 - 1909年8月、島の関造船所で建造。34.9総トン。1965年度中に退役。
- 瀬田川丸 - 1910年8月、島の関造船所で建造。34.4総トン。1953年11月廃船。1953年度中に退役。
- 石山丸 - 1911年3月、島の関造船所で建造。36.0総トン。1948年9月改修。1954年2月機関換装。1963年度中に退役。
- 阪本丸 - 1911年7月、島の関造船所で建造。35.1総トン。1943年6月改修。1955年2月改装。同月、さざなみ丸に改名。同年3月廃船。
- 立木丸 - 1912年5月、島の関造船所で建造。35.8総トン。1946年7月、上架中に類焼し廃船。
- 唐崎丸 - 1912年12月、島の関造船所で建造。1915年12月転籍。42.9総トン。1955年9月廃船。
- 南郷丸 - 1920年6月、島の関造船所で建造。36.5総トン。1951年7月機関換装。1962年5月廃船。
- 琵琶湖丸 - 1920年8月、島の関造船所で建造（発注先は相澤造船所（大阪））。54.4総トン。1937年3月改修。1951年11月廃船。
- 比叡丸 - 1922年7月、島の関造船所で建造。59.9総トン。1936年11月および1951年7月改修。1967年度中に廃船。
- 湖南丸 - 1925年6月建造、56.5総トン。1951年6月廃船。
- 平安丸 - 1926年3月、島の関造船所で建造（発注先は神戸製鋼所播磨造船工場）。84.1総トン。1948年2月改修。1983年度中に退役。
- 明治丸 - 1926年9月、島の関造船所で建造（発注先は神戸製鋼所播磨造船工場）。90.0総トン。1948年度中に退役。
- 大正丸 - 1926年12月、島の関造船所で建造（発注先は神戸製鋼所播磨造船工場）。90.0総トン。1949年3月改修。1953年7月機関換装。同月、いぶき丸に改名。1984年度中に退役。
- 京阪丸

1928年2月進水、同年4月就航。1981年退役。342.9総トン。大阪鉄工所建造。
就航当初は、京阪電鉄へ傭船された。1928年5月、湖南丸に改名。1946年4月から1948年4月まで進駐軍に接収され、軍の休養施設として利用された。1949年12月改修。1956年11月船底補強。1962年3月改修。1963年3月、浜大津港で浸水（翌月修理完了）。1981年退役。
- 弁天丸 - 1935年4月竣工。112.3総トン。出力130馬力。大阪鉄工所建造。
- 八幡丸 - 1937年8月、島の関造船所で建造。59.8総トン。1962年8月係船、翌年5月廃船。
- 玻璃丸（はりまる）

1951年3月進水。634.1総トン。
退役までの走行距離:約1,118,000km、利用客累計:約250万人。
建造費7,100万円、宣伝費3,000万円を投じて建造された（玻璃丸単独での収支均衡は見込めないが、京阪グループ全体の波及効果を見据えて建造されたという）。丸みを帯びた操舵室やガラスを多用した客室が当時としては斬新であった。また、絵本の題材にも採用された。1982年8月、老朽化および琵琶湖の水位低下に対応できないため退役した後、約1年間浜大津港に係留され「観光物産船」として使用された。
- 金波 - 1956年3月建造。19.6総トン。1967年3月売却。
- 銀波 - 1956年4月建造。19.8総トン1968年10月売却。
- からさき丸 - 1956年4月建造。43.2総トン。1981年度中に退役。
- こがね - 1957年3月建造。33.6総トン。1986年度以降に退役。
- きんし - 1957年3月建造。33.2総トン。1981年度中に退役。
- 金亀 - 1957年3月建造。25.3総トン。1981年度中に退役。
- 金秋 - 1960年4月建造（日本旅客船公団[注釈 6]と共有）。45.5総トン。1981年度中に退役。
- 勢多 - 1962年3月建造（特定船舶整備公団[注釈 6]と共有）54.7総トン。1983年度中に退役。
- みやこ - 1963年3月建造（特定船舶整備公団[注釈 6]と共有）55.0総トン。1981年度中に退役。
- みどり丸（2代） - 1964年3月建造（特定船舶整備公団[注釈 6]と共有）280.8総トン。1969年6月、浜大津港入港のさい岸壁に衝突。1986年度以降に退役。

湖南汽船・太湖汽船（2代目）
※小型船など
- 晴嵐丸 - モーターボート。1925年9月建造し瀬田川航路に就航。1933年9月、宇治川汽船に譲渡契約。
- 夕照号 - モーターボート。1926年2月建造。1933年9月、宇治川汽船に譲渡契約。
- 秋月号 - モーターボート。1926年7月建造。1933年9月、宇治川汽船に譲渡契約。
- 石光 - 小型船。1944年11月建造。
- 緑線3号 - モーターボート。1950年3月建造。（※）
- 夕照 - モーターボート。1950年3月建造。（※）
- 豊公丸 - 小型船。1953年3月購入。1956年9月廃船。
- 金鈴 - モーターボート。1953年5月建造。（※）
- 金星 - モーターボート。1953年5月建造。（※）
- （プロペラ船） - 1954年2月、京阪電鉄より2隻購入。1953年度中に1隻、翌年に1隻退役。
- コメット号 - モーターボート。1959年9月建造。（※）
- とびうお1号 - 水中翼船。1962年8月就航。4.6総トン。1981年度中に退役。
- とびうお2号 - 水中翼船。1962年9月就航。9.2総トン。1981年度中に退役。
- ひえい - ウォータージェット船。1977年4月就航。4.9総トン。1986年度以降に退役。
- ホーバーマリンボブスター - 1978年4月就航。
- インターラーケン - 1979年7月、杢兵衛造船所にて建造。71.1総トン。1986年度以降に退役、船体はmegumi（めぐみ）に再利用。
- なにわ2号 - 1983年9月、大阪南港に搬入。35.0総トン。大阪水上バスにて運用中。
- なにわ3号 - 1983年9月、大阪南港に搬入。35.0総トン。大阪水上バスにて運用中。
- なにわ5号 - 1983年9月、大阪南港に搬入。35.0総トン。大阪水上バスにて運用中。
- なにわ1号

1983年、杢兵衛造船所にて建造。35.0総トン。
琵琶湖汽船が建造し大阪水上バスにリースされたが、建造費用が琵琶湖総合開発事業による既存船代替として国から支出された事から国会で問題になった。このため琵琶湖汽船はリース契約を打ち切り、なにわ1号を琵琶湖に戻したが、元々大川（旧淀川）用に建造された船体であり、琵琶湖では他船より遅いうえ船体が薄く（喫水が浅く）造られていたため横波に弱いなどの特性があった。のち廃船。
（※）モーターボートは、1954年度末時点4隻在籍。1965年度末までに1隻、1966年度末までに2隻、1967年度末までに1隻、1968年度末までに全て退役。